# Вааге, Петер
Петер Вааге (правильнее Воге, норв. Peter Waage, 29 июня 1833, Флеккефьорд — 13 января 1900, Кристиания) — норвежский физикохимик и минералог.

## Биография
Получил образование во Франции и в Германии, а также в университете Кристиании (1854—1858), где позднее стал работать — сначала, с 1861, заведующим химической лаборатории, а затем и профессором. Основные работы Вааге — по химической кинетике и термодинамике; им написаны руководства по общей и аналитической химии. В 1864—1867 совместно с Като Максимилианом Гульдбергом установил закон действующих масс, ставший одним из главнейших положений теории химического равновесия.

## Сочинения
- Études sur les affinités chimiques, Christiania, 1867 (совместно К. М. Гульдбергом).